# 氷の疑惑/ノー・アリバイ
『氷の疑惑/ノー・アリバイ』（こおりのぎわく、原題：No Alibi）は、2000年3月24日にアメリカ合衆国より公開されたR-18指定のサスペンス映画。
日本では劇場未公開。2001年5月2日に『ノー・アリバイ/氷の疑惑』のタイトルでフナイ・エンタテイメント・ジャパンより日本語字幕と吹き替えを挿入するVHSが同時に発売されており、同年7月25日に『氷の疑惑/ノー・アリバイ』の正式タイトルでDVD（BBBF-1804）が発売されている。

## キャスト
| 役名                     | 俳優                     | 日本語吹替                                        |
| ------------------------ | ------------------------ | ------------------------------------------------- |
| ボブ・バレンズ           | ディーン・ケイン         | 堀内賢雄                                          |
| フィル・バレンズ         | ピーター・ステビングス   | 後藤敦                                            |
| カミール                 | レクサ・ドイグ           | 浅野まゆみ                                        |
| ヴィク                   | エリック・ロバーツ       | 古田信幸                                          |
| ステラ                   | メリッサ・ディマーコ     | 堀越真己                                          |
| ポール                   | リチャード・シェヴォラウ | 鈴木正和                                          |
| アーブ・ゴールドスタイン | テリー・シンプソン       | 石田圭祐                                          |
| その他                   | N/A                      | 西宏子 星野充昭 塾一久 柳沢栄治 高橋翔 中澤やよい |
| 日本語版制作スタッフ     |                          |                                                   |
| プロデューサー           | プロデューサー           | 八阪啓介 （エイチ・アール・エス・フナイ）         |
| 演出                     | 演出                     | 二瓶紀六                                          |
| 翻訳                     | 翻訳                     | 四方保代                                          |
| 調整                     | 調整                     | オムニバス・ジャパン                              |
| 編集                     |                          | オムニバス・ジャパン                              |
| 制作担当                 | 制作担当                 | 田中信作（東北新社）                              |
| 日本語版制作             | 日本語版制作             | (株)東北新社                                      |

## スタッフ
- 監督：ブルース・ピットマン
- 脚本：アイヴァン・ケーン、ジョン・シャファー
- 製作：ジャン・デソーミュー、ステファニー・レイチェル
- 音楽：マイケル・コンヴァーティノ
- 撮影：マイケル・ストレイ
- 編集：マーティー・サイモン